# Chloroclystis excisa
Chloroclystis excisa är en fjärilsart som beskrevs av Butler 1878. Chloroclystis excisa ingår i släktet Chloroclystis och familjen mätare. Inga underarter finns listade i Catalogue of Life.